# SSH File Transfer Protocol
U računarstvu, SSH File Transfer Protocol (Zastićeni protokol za prenos podataka) je mrežni protokol koji omogućava pristup podacima, prenos podataka, i menadžment
podataka. Dizajniran je od strane Internet Engineering Task Force (IETF) kao nadogradnja Secure Shell protokola (SSH) verzija 2.0, da omogući zaštićen prenos podataka.
Ovaj protokol podrazumeva vršenje prenosa podataka preko zaštićenog kanala, kao što je SSH, da se server već povezo sa klijentom, i da je identitet klijenta korisnika dostupan protokolu.

## Osobine
U poređenju sa SCP protokolom, koji dozvoljava samo prenos podataka, SFTP protokol omogućava različite operacije na udaljenim podacima. Dodatne osobine SFTP protokola u poređenju sa SCP klijentom podrazumevaju nastavljanje prekinutih prenosa, izlistavanja direktorijuma, i brisanje podataka sa udaljenih računara.
SFTP protokol je vise platformski nezavisan od SCP. Dok je SCP uglavnom implementiran na Linux platformama, SFTP serveri su uglavnom dostupni svim platformama.
SFTP nije FTP koji koristi SSH, već sasvim nov protokol dizajniran od strane IETF SECSH working group. Ponekad se meša sa Simple File Transfer Protocol.
Sam protokol ne doprinosi proveru i zastitu podataka; to se ocekuje od podprotokola koji korisit. SFTP se najčešće koristi kao podsistem od SSH protokola verzije 2. Međutim, moguće je koristiti SFTP protokol i uz po moć SSH-1. Koristeći SFTP server preko SSH-1 nije platformski nezavisno jer SSH-1 ne podržava koncept podsistema. 

## Istorijat
Internet Engineering Task Force (IETF) grupa "Secsh" koja je bila odgovorna za razvoj Secure Shell verzija 2 protokola ( 4251) je pokusala da pokrene nadogradnju tog standarda za dodatak osobine zaštite prenosa podataka. Ideje za to su uspešno dovele protokol do novih verzija. Softverske kompanije su počele da implementiraju ove ideje i pre nego što su zvanično postale standard. Napredovanjem razvijanja projekta za prenos podataka SFTP, dodate su i osobine pristupanja podataka i menadzment podataka. Vremenom napredak projekta je obustavljen, jer neki pripadnici komiteta su počeli da gledaju na SFTP kao na protokol sistema podataka, a ne samo protokol za pristup i menadzment podataka, sto je stavilo ovaj projekat van nadležnosti Secsh grupe.

### Verzije 0 - 2
Pre IETF-ovog uključivanja, SFTP protokol je pripadao firmi SSH Communications Security,dizajniran od strane Tatu Ylönen-a uz pomoć Sami Lehtinen-a in 1997.

### Verzije 3
Secsh smatra za zadatak SFTP-a da uspostavi zastićen prenos podataka, i da bude standardni protokol koriscen sa SSH-2 protokolom.

### Verzije 4
Osobine verzije 4.
- SSH File Transfer Protocol, Draft 03, October 2002
- SSH File Transfer Protocol, Draft 04, December 2002

### Verzije 5
Osobine verzije 5.
- SSH File Transfer Protocol, Draft 05, January 2004

### Verzije 6
Osobine verzije 6.
- SSH File Transfer Protocol, Draft 06, October 2004
- SSH File Transfer Protocol, Draft 07, March 2005
- SSH File Transfer Protocol, Draft 08, April 2005
- SSH File Transfer Protocol, Draft 09, June 2005
- SSH File Transfer Protocol, Draft 10, June 2005
- SSH File Transfer Protocol, Draft 11, January 2006
- SSH File Transfer Protocol, Draft 12, January 2006
- SSH File Transfer Protocol, Draft 13, July 2006

## Softver

### SFTP klijent
Pojam SFTP takođe se može odnositi na Secure file transfer program. Program tipa komandne linije koji implementira klientski deo ovog protokola.
Određene implementacije ovog programa i SFTP i SCP protokole radi obavljanja prenosa podataka, u zavisnosti šta server podržava.

### SFTP server
Postoji mnoštvo programa za serversku implementaciju SFTP protokola i za UNIX i Windows i z/OS. Najpoznatiji je OpenSSH. Port koji se koristi je 22.

### SFTP proksi
Tesko je kontrolisati SFTP prenose na zaštićenim uređajima. Postoje standardne alatke za logovanje FTP transakcija, kao što je TIS ili SUSE FTP proksi, posto SFTP koristi
enkripciju, nemoguće je vršiti kontrolu prometa pomoću tradicionalnih proksija.

## Spoljašnje veze
- Chrooted SFTP with Public Key Authentication